# Pablo Picasso
Pablo Ruiz Picasso, egentligen Pablo Diego José Francisco de Paula Juan Nepomuceno María de los Remedios Cipriano de la Santísima Trinidad Ruiz y Picasso, född 25 oktober 1881 i Málaga i Andalusien, död 8 april 1973 i Mougins i Provence, var en spansk konstnär och poet. Han levde större delen av sitt liv i Frankrike och är en av 1900-talets mest kända bildkonstnärer. Han räknas som den mest mångsidige och nydanande konstnären inom modernismen.

## Biografi

### Den unge konstnären
Pablo Picasso föddes i ett hus vid Plaza de la Merced i Málaga i Andalusien. Han var son till José Ruiz y Blasco, målare och konstprofessor, och María Picasso y López. Födseln var mycket dramatisk. Barnmorskan trodde att han var dödfödd och ägnade sig istället åt modern. Det var farbrodern, läkaren Don Salvador som sannolikt kom att rädda hans liv, genom att andas cigarrök i den nyföddes näsborrar så att han kvicknade till och började skrika. Av sin far, som var bildlärare, lärde sig Picasso bildkonstens grunder, som figurteckning och målning med olja. Han visade från tidig ungdom prov på en brådmogen konstnärlig skicklighet. Hans första kända oljemålning Picador målades 1889. Vid tio års ålder började Pablo signera sina målningar med sin mors flicknamn: Picasso.
Han bedrev större delen av sina studier i Barcelona, där han bodde 1895–1904. Han studerade vid ett flertal konstskolor, ofta de skolor där hans far arbetade. Den sista skola Picasso gick på var San Fernandos Kungliga Akademi i Madrid. Men där var han mindre än ett år och tog ingen examen.
Picassos tidiga verk, exempelvis Porträtt av Coquiot (1901), återspeglar en påverkan från jugendstilen och det postimpressionistiska måleriet, som han lärt känna genom tidskrifter i Barcelona och från sina besök i Paris. Målningarna från 1901–1904, "den blå perioden", har i huvudsak fattiga och lidande människor som motiv, till exempel Den gamle gitarristen (1903). Den återhållsamma färgen och de förenklade formerna bidrar till att skapa en känsla av intensiv melankoli och patos.
1904 bosatte sig Picasso i Paris och började träffa konstnärer och författare, däribland Apollinaire och Kees van Dongen samt sina första mecenater. Pessimismen i hans tidigare verk gav plats för den så kallade "rosa perioden", till exempel Pojke med häst (1905), i en ljusare sinnesstämning och färgskala. Alla Picassos tidiga verk ger prov på en extraordinär förmåga att assimilera mycket olika uttryck och hans ohämmade lust att experimentera i sökandet efter mer tillfredsställande uttrycksformer. Fastän han förblev oberörd av fauvismen intensifierades den experimentella sidan av hans arbete omkring 1906–1907.

### En upptäckt som kom att förändra
Inspirerad av både primitiv form (till att börja med den forntida iberiska kulturen och senare afrikanska masker och träskulpturer) och Cézannes stränga bilduppbyggnad åstadkom Picasso en genomgripande revolution inom måleriet. Den epokgörande Les Demoiselles d'Avignon (1907) var ett medvetet försök att avsluta experimenten och trots att dessa uppenbarligen fortfarande pågick under själva utförandet av målningen, var den det avgörande steget i konstnärens befrielse från sina traditionella skyldigheter mot verkligheten. Den afrikanska konsten, som Picasso bekantade sig med omkring 1906, hämmades inte av en föreställande tradition, och dess underliga former (både förvrängda och uppfunna) skapade ett slags "prejudikat" av yttersta vikt. Genom att blanda denna frihet med Cézannes känsla för disciplin i bilduppbyggnaden utvecklade Picasso och Braque kubismen, som nämns tidigare.

### Kubismen etableras
Stilens huvudperiod räknas från 1907 till 1914, och dess upphovsmän var Pablo Picasso och Georges Braque. Som konstriktning kom den närmare att definieras av Guillaume Apollinaire.
I tidiga "analytiska" kubistiska målningar som Porträtt av Vollard (1910) är motivet fortfarande tydligt igenkännligt även om det helt fritt har skurits i småbitar och ordnats på nytt i enlighet med ett komplicerat system av halvt genomskinliga plan där gestalten och det grunda rum den befinner sig i har ingått total förening. Senare blev själva "omstruktureringen" mera uppenbart ett självändamål. I den "syntetiska" kubismen, till exempel Stilleben med fiol (1913), innebar användningen av verkliga föremål på bildytan dels en uttalad betoning av ytan, dels fastställdes på ett omstörtande sätt att målningen snarare skapar sin egen verklighet än imiterar verkligheten. Kubismens inverkan på den europeiska konstens utveckling, både vad gäller skulptur och måleri, har varit omfattande och varierande.
Picassos arbeten från 1914, då hans samarbete med Braque upphörde på grund av första världskriget, hade alla sitt ursprung i kubismen. Fram till 1921 fortsatte han att arbeta i den "syntetiska" kubismens formspråk; ett arbete som kulminerade i den monumentala Tre musikanter (1921). Mellan 1917 och 1921 arbetade han med dekoren till flera av Ryska balettens uppsättningar (till exempel mellanaktsridån till Parade, 1917) och besökte tillsammans med danskompaniet Rom, Neapel, Florens och Barcelona. Det är möjligt att besöken i Italien uppmuntrade det starkt klassiska draget i hans figurkompositioner mellan 1919 och 1925.
De orörliga och monumentala gestalterna blir alltmer groteska och våldsamma och leder fram till de omstörtande verken från perioden 1925–1940. Där ingår den ursinniga Tre dansare (1925), de fritt skapade kropparna på 1930-talet med sina dubbeltydiga organiska former och Guernica (1937). Dessa verk avslöjar den underliggande expressiva kraften i Picassos konst, vilken dittills undertrycks i kubismen.

### Konfiskering av picassomålningar i Nazityskland 1937
Tyska museer och offentliga samlingar berövades konståret 1937 på såväl inhemsk som internationell modern konst från van Goghs 1880-tal, över förkrigstidens första abstraherande konst till slutet av den tyska Weimarrepublikens uppsluppna expressionistiska måleri. Kubismen hade utövat ett stort inflytande även här, inte minst Picasso hade haft ett stort utrymme på till exempel den betydelsefulla Sonderbunds internationella konstutställning i Köln redan 1912, men även fortsättningsvis. På order av det tyska propagandaministeriet och med början i juli 1937 beslagtog den tyska riksorganisationen för bildkonst, Reichskammer der bildenden Künste, all så kallad entartete Kunst, i en flera år lång aktion som efteråt uppskattas till att omfatta över 20 000 målningar, grafiska verk och skulpturer. En liten del av detta visades på vandringsutställningen Entartete "Kunst" (1937–1941). Inga verk av Picasso var med på denna avsiktligt nedvärderande utställning, men de fyra målningar som fanns av honom på olika museer hade beslagtagits, Tête de femme / Frauenkopf (olja på duk, 1922), Buveuse d'absinthe / Absinthtrinkerin (olja på duk, 1902), La famille Soler / Familie Soler (olja på duk, 1903) och Acrobate et jeune Arlequin / Akrobat und junger Harlekin (olja på duk, 1905). Dessa målningar var konståret 1939 till försäljning på en auktion kallad "Målningar och skulpturer av moderna mästare från tyska museer" i schweiziska Luzern. Tête de femme såldes för 8000 Sfr, att jämföra med auktionen på Christie's 2001, då den såldes för 6 826 000 dollar. Buveuse d'absinthe var den enda målningen som inte blev såld, men den ingår sedan 1942 i den schweiziske ögonläkaren Othmar Hubers samling i Glarus, efter ett byte mot den religiösa målningen Heilige Familie (Maria mit Kind) av 1600-talsmålaren Anthonis van Dyck, då värderad till 24 000 Sfr och tänkt att ingå i det planerade Führermuseum i Linz. La famille Soler finns idag på Le Musée d’Art moderne et d’Art contemporain i Liège, medan Acrobate et jeune Arlequin finns i privat ägo i Aten. Utöver målningarna beslagtogs även 13 olika grafiska tryck, vilka så småningom såldes direkt eller på auktion via konsthandlare till privatpersoner och utländska museer. Boken Die Kunst der Gegenwart (München, 1923), där Picasso hade med två grafiska blad, beslagtogs också och lades senare upp till försäljning för 5 dollar hos en konsthandlare i Güstrow 1940.

### Surrealism, litterära verk och Guernica
Picasso deltog i den första surrealistutställningen i Paris 1925. Även skrifter av honom brukar räknas till den officiella surrealistlitteraturen. André Breton tog till exempel med ett par av hans dikter i sin omfattande litterära antologi om svart humor, Anthologie de l'humour noir (1940). Till skrifterna hör förutom en mängd dikter också ett par pjäser. I januari 1941, den första vintern under Tysklands ockupation av Frankrike, skrev han på fyra dygn i sin parisateljé på rue des Grands Augustines den surrealistiska pjäsen Åtrån fångad i svansen. Några år senare, 1947–1948, skrev han ytterligare en pjäs i samma anda, De fyra små flickorna.
Picasso undertecknade inte något av surrealisternas manifest men i likhet med dem hade han i allt högre grad intresserat sig för den rådande politiska oron i Europa från 1930-talet och framåt. Med verk som Sueño y mentira de Franco (en svit etsningar 1937, men även en dikt tolkad av Erik Lindegren 1947, Francos drömmar och lögner) och den monumentala målningen Guernica tog Picasso öppet ställning för den spanska och demokratiska republikens sak. Guernica, som är en protest mot bombningen av en helt oförberedd civilbefolkning i den baskiska staden Guernica av tyska, nationalsocialistiska bombplan på Francos sida i spanska inbördeskriget, utgör en passionerad förening av såväl kubistiska som surrealistiska stildrag och en behärskad, subtil färgskala i en komponerad, symbolisk allegori. Den visades på världsutställningen i Paris 1937.

### Skulptören Picasso

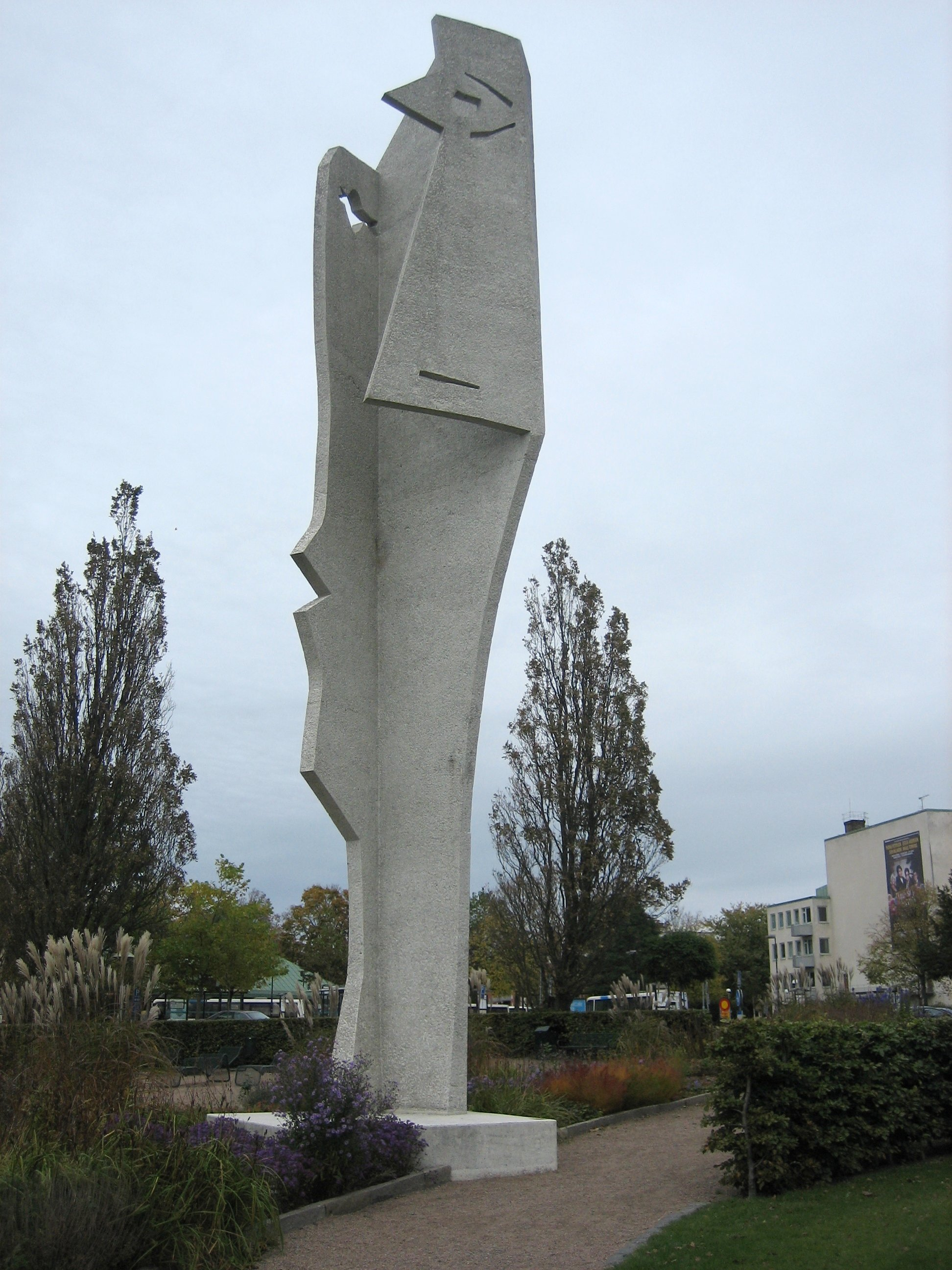
Kvinnohuvud i Halmstad.

Picassos mest originella skulpturer utgörs av kubistiska bronsskulpturer (cirka 1909), collagekonstruktioner (1912–16), konstruktioner i smidesjärn tillsammans med Julio González (1931–34) och åtskilliga spirituella ready-mades, till exempel Tjurhuvud (1943).
Picasso var en av 250 skulptörer som ställde ut i den tredje skulpturinternational som hölls vid Philadelphia Museum of Art i mitten av 1949. På 1950-talet förändrades Picassos stil återigen, då han tog sig till att producera omtolkningar av de stora mästarnas konst. Han skapade en serie verk baserat på Velázquezs målning av Las Meninas. Han baserade också målningar på verk av Goya, Poussin, Manet, Courbet och Delacroix.Utöver hans konstnärliga prestationer gjorde Picasso några filmuppträdanden, alltid som han själv, inklusive en como i Jean Cocteaus testament av Orpheus (1960). 1955 hjälpte han till att göra filmen Le Mystère Picasso (The Mystery of Picasso) regisserad av Henri-Georges Clouzot. Picasso utförde konstverket Expectation som var utförd på ?1966-talet? med motivet från en målning på ?1901-talet?. Det har skapats 60 offsetlitografier. En av tavlorna såldes för 11.500 € i Figueres, Katalonien, Spanien år 2014. Det har funnits flera utställningar i Picassomuseet (Paris) med detta konstverket. Museet skapades med konstföremål från arvet efter Picasso, som dog 1973.
Picasso var exceptionellt produktiv under sin långa livstid. Det totala antalet konstverk som han producerade har uppskattats till 50 000, bestående av 1 885 målningar; 1 228 skulpturer; 2 880 keramik, ungefär 12 000 teckningar, många tusentals tryck och många väv och mattor. Det medium där Picasso gjorde sitt viktigaste bidrag var måleriet. I sina målningar använde Picasso färg som ett uttrycksfullt element, men förlitade sig på att rita snarare än finesser för att skapa form och rymd. [87] Ibland lägger han sand i färgen för att variera dess struktur. En fysiker vid Argonne National Laboratory 2012 bekräftade konsthistorikernas uppfattning att Picasso använde vanlig husmålarfärg i många av sina verk. Mycket av hans måleri gjordes nattetid i konstgjord belysning.

### Efterkrigsåren
Picasso lämnade Paris 1945 och bodde därefter i Antibes, Vallauris (1948–1958) och Vauvenargues. I hans efterkrigsverk ingår familjeporträtt och en häpnadsväckande mängd grafik och keramik. Ända till slutet av sitt liv var han mycket produktiv och en av 1900-talets mest mångsidiga och inflytelserika konstnärer. Förutom kubismen utgör hans stora bidrag till den moderna konsten den frihet som karakteriserar varje sida av hans verk, något som de märkliga målningarna från slutet av hans liv bekräftar.

## Politik
Picasso stödde den republikanska regeringen i Spanien som kom till makten 1931 och han utsågs av den till direktör för Pradomuseet i Madrid år 1936. När Guernica bombades av den fascistiska motståndarsidan målade han tavlan Guernica som ställdes ut på Världsutställningen i Paris 1937.
Mot slutet av andra världskriget blev Picasso 1944 medlem av Frankrikes kommunistiska parti och förblev det livet ut. Han bidrog bland annat med teckningar i franska kommunistpartiets tidningar L'Humanité och Les Lettres Françaises från 1940-talet och framåt. Picasso kritiserades delvis för det men den politiska sidan av Picassos verk presenterades som tema första gången i utställningen Picasso: Peace and Freedom, ungefär Picasso: Fred och Frihet, på Tate Liverpool, en utställning som även visades på Albertina i Wien och Louisiana i Danmark. Målningen Le Charnier (Massgraven) från 1944-45 var till exempel med där. Den hämtade i likhet med Guernica sitt motiv från fascisternas förödelse under spanska inbördeskriget. Serien Våldtäkten på sabinskorna (1962) relateras till Kubakrisen som var samtida med verken. 1950 tilldelades Picasso Stalins fredspris och 1 maj 1962 mottog han Lenins fredspris.
Picassos politiska gärning var främst ett engagemang mot krig och till försvar för civila offer. Efter krigsslutet engagerade han sig i den västliga fredsrörelsen som växte sig stor under 1950- och 1960-talet. Till den första världsfredskongressen i Paris 1949 var symbolen en fredsduva han målat. Han protesterade även mot Sovjetunionens agerande under Ungernrevolten 1956 och deras invasion av Tjeckoslovakien i samband med Pragvåren 1968.

## Familjeliv
Picasso hade otaliga kärleksaffärer och fem långa relationer med balettdansösen Olga Khoklova 1918, Marie-Thérèse Walter 1927, fotografen Dora Maar 1936, konstnären Françoise Gilot 1944 och keramikern Jacqueline Roque. Han fick fyra barn: Paulo (1921–1975), Maya (1935–2022), Claude (1947-2023) och Paloma Picasso. I det första äktenskapet med Olga Khoklova föddes en son, Paulo. De var formellt gifta fram till hennes död 1955 fastän separerade sedan länge. Utanför äktenskapet fick han dottern Maya med Marie-Thérèse Walter och barnen Claude och Paloma Picasso med Françoise Gilot. Françoise Gilot lämnade honom 1953 och hävdade att hon blev illa behandlad, misshandlad och inte kunde stå ut med alla Picassos kärleksaffärer vid sidan om. Senare beskrev hon sitt liv med Picasso i boken Leva med Picasso. Andra äktenskapet ingicks 1961 med Jacqueline Roque och de förblev gifta fram till Picassos död.

## Utställd konst

### Museer
I Antibes finns ett Picassomuseum, Musée Picasso Antibes, där den svenska fotografen Marianne Greenwood arbetade ett antal år som museets husfotograf och bidrog till att bygga upp ett fotoarkiv med Picasso och hans familj. Fotoarkivet har flera gånger ställts ut.
Det finns även ett Picassomuseum i Paris, Musée Picasso, ett i Vallauris på franska rivieran, Musée National Picasso, och ytterligare ett i Barcelona, Musée Picasso. År 2003 öppnade Picassos släktingar ett museum i hans födelsestad Malaga i Andalusien – Museo Picasso Málaga.

### Picasso i Sverige

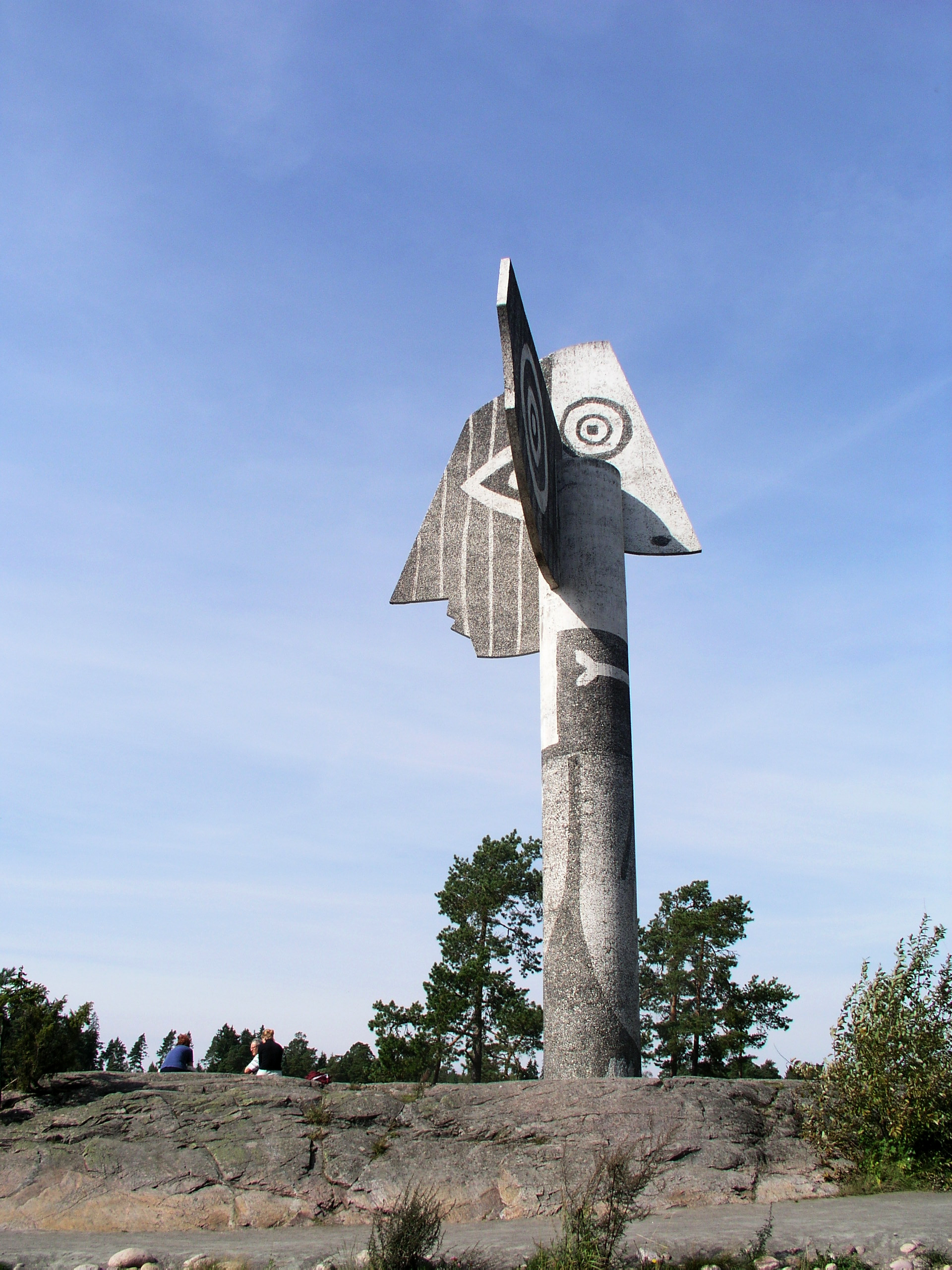
Picassoskulpturen i Kristinehamn.

Pablo Picasso godkände 1964 att en av hans skulpturer skulle uppföras i Kristinehamn på Strandudden i Vänern. Picassoskulpturen i Kristinehamn invigdes 1965, är 15 meter hög och är den största Picassoskulpturen i världen.
Ytterligare skulpturer av Picasso återfinns i studentbostadsområdet Kungshamra i Bergshamra i Stockholm och i Halmstad, samt utanför Arkitektur- och designcentrum i Stockholm.
Picasso finns representerad med bildkonst vid bland annat Nationalmuseum i Stockholm, Göteborgs konstmuseum och Norrköpings Konstmuseum.

#### Kataloger från utställningar i Sverige
(utställningsort Stockholm, om ej annat anges)
- 1938 - Matisse, Picasso, Braque och Laurens (Liljevalchs konsthall,[19] 8 mars-3 april
- 1947 - Etsningar och litografier, 1904–1947 (Blanch's konstgalleri, nov-dec 1947)
- 1948 - Keramik av Picasso (Galleri d'art latin)
- 1948 - Pablo Picasso: utställning nov.- dec. 1948 (Svensk-franska konstgalleriet)
- 1950 - Birger Halling, Pablo Picasso: 24 januari–6 februari 1950 (Göteborg, Lorensbergs konstsalong)
- 1955 - Picasso: september 1955 (Svensk-franska konstgalleriet)
- 1955 - Picasso: teckningar (Svensk-franska konstgalleriet)
- 1956 - Guernica: utställning i Moderna museet, Stockholm, okt.-nov. 1956
- 1958 - Gilioli, Laurens, Picasso: utställning 8–31 mars 1958 (Svensk-franska konstgalleriet)
- 1959 - Picasso: 26 sept.–18 okt. 1959 (Svensk-franska konstgalleriet)
- 1961 - Pablo Picasso: oktober-november 1961 (Galerie Pierre)
- 1962 - Laurens, skulptur 1919–1949: Picasso, grafik 1957–1962: 11 maj–15 juni 1962 (Svensk-franska konstgalleriet)
- 1963 - Pablo Picasso: mars 1963 (Galerie Pierre)
- 1965 - Picasso i Kiruna: september 1965 (Stadshuset i Kiruna. Moderna museet i samarbete med Kiruna kommun)
- 1967 - Henri Matisse "Apollon", Pablo Picasso "Femme nue au rocking-chair": utställda och utbjudna till salu mot slutna anbud till den 31 januari 1968 i Svensk-franska konstgalleriet
- 1970 - Picasso: grafik: 7 februari–4 mars 1970 (Galleri Östermalm)
- 1988 - Pablo Picasso: Moderna museet, Stockholm 15/10 1988–8/1 1989
- 1997 - Picasso och Medelhavets myter: Moderna museet, Spårvagnshallarna 15/2–19/5 1997
- 2006 - Pablo Picasso: akrobater och harlekiner, familj och kvinnor (Göteborgs konstmuseum)
- 2012 - "He was wrong": Picasso/Duchamp (Moderna museet)

## Kulturella referenser
HasseåTage gjorde en film om Picassos liv. Filmen som har titeln Picassos äventyr (1978) är en surrealistisk komedi med Gösta Ekman i huvudrollen som Picasso.
Tavlan Le pigeon aux petits pois lär ha blivit slängd i en sopcontainer i samband med en konstkupp mot ett museum i Paris.
I maj 2015 såldes tavlan Kvinnorna i Alger för 179,3 miljoner dollar på auktionshuset Christies i New York. Därmed blev den den dittills högst betalda tavlan på en auktion.
Asteroiden är 4221 Picasso uppkallad efter honom.

## Representation
Pablo Picasso finns representerad vid bland annat Nationalmuseum, Moderna museet, Göteborgs konstmuseum, Röhsska museet, Hallands konstmuseum, Smålands museum, Nasjonalmuseet, Trondheim kunstmuseum, Statens Museum for Kunst, Ateneum, British Museum, Victoria and Albert Museum, Museum of Modern Art, Metropolitan Museum, National Gallery of Australia, Denver Art Museum, Museum Boijmans Van Beuningen, Auckland Art Gallery, Museum of Modern Art, Kamakura and Hayama, Cincinnati Art Museum, Kunstmuseum Den Haag, Brooklyn Museum, Pinakothek der Moderne, Musée d'Art Moderne de la Ville de Paris, Kunstmuseum Basel, Cleveland Museum of Art, National Gallery of Victoria, Art Institute of Chicago, Guggenheimmuseet, Philadelphia Museum of Art, San Francisco Museum of Modern Art, Minneapolis Institute of Art, Tate Modern, National Gallery of Art, Saint Louis Art Museum, Israel Museum, Yale University Art Gallery, Museo Thyssen-Bornemisza, Museo Reina Sofía, Museum Ludwig, Städel, Centre Pompidou, Museum of Fine Arts, Boston, J. Paul Getty Museum och Musée national des beaux-arts du Québec.

## Litterära verk på svenska
- Francos drömmar och lögner (tolkning av Erik Lindegren och Ilmar Laaban). I tidskriften Prisma, 1948: nr 1
  - Francos lögn och dröm. I tidskriften Zenit, 1961: nr 2, reviderad tolkning
- Åtrån fångad i svansen (i tolkning och med efterskrift av Arne Häggqvist, med faksimilerad fransk text efter Picassos manus, Arne & Hubert, 1966)
- Tankar (i urval av Alain Benoit, översättning av Marianne Sandels-Zekeli, Forum,1969)
- Skinnstycke (Trozo de piel) [diktsvit från 1959] (i tolkning och med efterskrift av Lasse Söderberg, Ellerström, 1988)
- De fyra små flickorna (Les quatre petites filles) (översättning Joachim Forsgren, [S.l.]: [s.n.], 1997)

### Allmänna källor
- Pablo Picasso: Moderna museet, Stockholm 15/10 1988–8/1 1989. Moderna museets utställningskatalog. Stockholm: Moderna museet. 1988. Libris 7602372. ISBN 91-7100-349-5. Läst 14 april 2011
- Freie Universität Berlin (FUB): Beschlagnahmeinventar Entartete Kunst. (emuseum.campus.fu-berlin.de) (tyska)